# Diecéze pelplinská
Diecéze pelplinská (latinsky Dioecesis Pelplinensis, polsky Diecezja pelplińska) je římskokatolická diecéze v Polsku, se sídlem v Pelplinu, kde se nachází katedrála Nanebevzetí P. Marie. Je součástí gdaňské církevní provincie, je tudíž sufragánní vůči arcidiecézi gdaňské. 

## Stručná historie
Diecéze v Chełmnu podle německé tradice byla založena roku 1243 jako jedna ze čtyř diecézí , jež založil papežský legát kardinál Vilém z Modeny na území státu Ř8du německých rytířů (spolu s diecézemi varmijskou, pomesanskou a sambijskou. Kronikář Jan Długosz ji ovšem datuje již do roku 966,a le zřejmě se jedná spíše o legendu. Diecéze chełmenská byla původně sufragánní vůči arcidiecézi gdaňské, ale již v roce 1253 se stala součástí rižské církevní provincie. To ovšem platilo jen do Druhého toruňského míru roku 1466, kdy se chełmenská oblast stala znovu součástí Polska, pak diecéze patřila k Hnězdenské církevní provincii. V roce 1824 bylo biskupské sídlo přeneseno z Chełmna do Pelplinu, ale diecéze se nadále jmenovala chełmenská. Roku 1948 se stala diecéze součástí Poznaňské církevní provincie.  V rámci reorganizace polské diecézní struktury papež Jan Pavel II. vydal dne 25. března 1992 bulu Totus Tuus Poloniae populus, kterou diecézi přejmenoval na pelplinskou a podřídil ji jako sufragánní vůči arcidiecézi gdaňské.